# La donna dai due volti (film 1934)
La donna dai due volti (Le Grand Jeu) è un film del 1934, diretto da Jacques Feyder. Esempio del movimento del realismo poetico nel cinema francese, è di un dramma romantico ambientato negli acquartieramenti della Legione Straniera. Il titolo originale (lett.: "Il grande gioco") si riferisce alla cartomanzia, praticata nel film da Blanche.

## Produzione
Jacques Feyder era attivo ad Hollywood sin dal 1929. Tuttavia nel 1932, a seguito di disaccordi con la Metro-Goldwyn-Mayer, il regista ha fatto ritorno in Francia. Uno dei suoi ultimi progetti hollywoodiani era stato quello di dirigere Greta Garbo in un adattamento cinematografico di Come tu mi vuoi di Pirandello (realizzato invece da George Fitzmaurice: Come tu mi vuoi), nel quale la sua proposta era quella di dotare la Garbo di una voce doppiata per una parte della sua interpretazione. La stessa idea è stata realizzata in La donna dai due volti, ottenendo un effetto drammatico destabilizzante: la voce di Marie Bell è utilizzata per il personaggio di Florence, mentre quando l'attrice interpreta Irma viene doppiata da Claude Marcy.
Il dramma romantico che si sviluppa nel film si svolge nel mondo coloniale dell'Africa del Nord francese, ambientazione che il regista aveva già utilizzato nel suo film muto L'Atlantide del 1921. Nel ruolo del protagonista era stato inizialmente scelto Charles Boyer, ma, in seguito ad un mancato accordo, si optò per il popolare attore teatrale e cinematografico Pierre Richard-Willm. L'attrice Françoise Rosay, facente parte del cast, era la moglie di Feyder.
Le riprese hanno avuto luogo nell'autunno del 1933. Oltre al'utilizzo delle suggestive scenografie di Lazare Meerson, Feyder voleva filmare alcune scene on location: data però la mancata collaborazione della Legione Straniera le scene dei legionari al lavoro o in marcia sono state riprese come se si trattasse di un documentario.
Uno degli assistenti alla regia del film (come di altri film di Feyder) è stato Marcel Carné, alcuni dei cui lavori più tardi (come Il porto delle nebbie e Alba tragica) hanno ricreato una simile atmosfera di fatalismo romantico e realismo poetico.

## Distribuzione
Il film è uscito il 2 maggio 1934 a Parigi.
Fra le edizioni in DVD si ricordano quella della Pathé Classique (2007, Parigi) e quella della Eureka – Masters of Cinema Series n°68 (Londra, 2010), entrambe col titolo originale Le Grand Jeu.

## Accoglienza
Alla sua uscita in Francia La donna dai due volti ha riscosso un notevole successo, ed è stato giudicato uno dei migliori film del 1934 sia dalla critica che dal pubblico. In particolare è stata apprezzato l'espediente del doppio ruolo impersonato da Marie Bell. Una recensione del tempo così si esprime: La donna dai due volti è uno dei pochi film ad avvalersi di nuove idee dall'avvento del cinema sonoro, nonostante una certa brutale volgarità sia a sostegno della trama. Nonostante il film sembri eccessivamente romantico, si ha l'impressione di avere a che fare con personaggi presi dalla realtà. (…) Questa qualità di verosimiglianza salva il lavoro di Feyder, ed i suoi personaggi altrimenti volgari trasudano una particolare atmosfera di morte e destino." L'autore aggiunge: "A partire dalla trama piuttosto assurda Feyder riesce a trarre un film ricco di umanità."
In un articolo del 6 febbraio 1935 per Le Canard enchaîné il critico Henri Jeanson dimostrava che una parte dei dialoghi del film erano stati soppressi dall'intervento della censura.
Nell'ambito della critica non francese, appena dopo l'uscita del film la rivista di cinematografia austriaca Österreichische Film-Zeitung riportava: "La donna dai due volti si contraddistingue per la sua eccellente qualità. (…) Il film descrive l'ambiente della Legione Straniera senza orpelli, nella sua nuda verità. Marie Bell nel suo doppio ruolo di Florence e Irma offre una prestazione rimarchevole (…) Un film interessante, meritevole di essere visto." La stessa rivista, dopo l'uscita del film a Vienna, il 13 ottobre 1934, aggiungeva: "Jacques Feyder ha colto con convincente esattezza il milieu africano. Pierre Richard-Willm nel ruolo del giovane legionario è convincente, e Françoise Rosay, come Madame Blanche, è insuperabile: da ogni suo movimento traspare l'amara consapevolezza della brutalità e vanità della vita snervante della piccola afosa cittadina africana."
Il Wiener Zeitung del 11 ottobre 1934 lodava l'interpretazione della Rosay: "Françoise Rosay, un'attrice che con ogni gesto, con ogni parola trasmette un'intera esperienza. In questo modo, dal punto di vista strettamente attoriale, un ruolo secondario assurge ad un'impressionante posizione di rilievo. È tipico di una buona parte dei film francesi che siano i comprimari ad esprimerene la qualità. I protagonisti, per contro, più che per apporto loro proprio, spiccano in seguito ad una decisione del regista. È così anche in questo caso, sebbene Marie Bell abbia saputo forgiare magistralmente il proprio doppio ruolo." 
Alla stessa data il Neue Freie Presse perveniva al seguente giudizio: "Un film veramente di spirito francese, sotto ogni punto di vista. Pieno di temperamento, dolore e sentimento, e nello stesso tempo dotato di levità, humour ed erotismo, ma principalmente di amore. Amore dolente, motivo fondamentale di molti romanzi e lavori teatrali francesi, qui nella sua versione filmica, declinato nel milieu particolare della Legione Straniera. (…) Una storia che non si adatterebbe ad un romanzo, ma dalle notevoli qualità filmiche che la regia di Feyder, con la sua ampiezza di movimento, elabora sensibilmente: grandi scene in duo, ed ancor più grandi scene di silenzio. Tutti i ruoli sono ben caratterizzati, e lontani dalla medietà standardizzata. (…) E prima di tutto Marie Bell col suo difficile doppio ruolo."
Georges Sadoul, nel 1957, ha scritto: "Il grande regista ha perso cinque anni a Hollywood, durante i quali non gli è stato permesso di sollevarsi oltre la produzione commerciale. Dopo il ritorno nel vecchio mondo ha creato La donna dai due volti. La sceneggiatura di Spaak e Feyder è invecchiata: i legionari stranieri, i loro affaires amorosi ed i loro contenziosi sono – e lo erano già al tempo – materiale per il dramma macabro. Ma l'inventiva della trama, che si basa su un errato riconoscimento, serve ad illuminare la realtà della scena coloniale: le bettole, l'assenzio, le carte da gioco unte e bisunte, la calura, le mosche, l'avventura a buon mercato, l'abbruttimento. L'opera tratta innanzitutto di personaggi falliti e depravati, che sarebbero poi diventati gli eroi preferiti del cinema francese."
Secondo Kay Weniger (in Das große Personenlexikon des Films), viceversa, i celebrati film di Feyder La donna dai due volti e Pensione Mimosa non sarebbero che "trattazioni sociali di parte, con tendenze pessimistiche e fatalistiche."

## Influenza culturale
La donna dai due volti fa parte, e nello stesso tempo ha inaugurato la serie di film che usano la Legione straniera come ambiente pittoresco. Il film è stato seguito nel 1935 da La Bandera di Julien Duvivier, sempre su sceneggiatura di Charles Spaak (anche se in realtà si tratta qui della Legione Straniera spagnola). Altri film francesi con un'ambientazione simile sono Un marito scomparso (una commedia del 1936 di Christian-Jaque, con Fernandel) e Les Hommes sans nom (del 1937, di Jean Vallée). Anche il cinema americano ha mostrato interesse per la Legione straniera, con, fra gli altri, Beau Geste, del 1939, e Sotto due bandiere.
L'atmosfera di romantica disperazione presente ne La donna dai due volti ha influenzato diversi film francesi degli anni '30, come Il bandito della Casbah, Albergo Nord, Il porto delle nebbie e Alba tragica.
Per quanto manchino gli elementi per provare una connessione, il tema di un uomo che si "inventa" una nuova amante ad immagine della sua precedente è stato più tardi esplorato da Alfred Hitchcock in La donna che visse due volte.

## Remake
Una versione del film (col titolo italiano Il grande giuoco) è stata realizzata nel 1954 da Robert Siodmak; fra gli interpreti figurano Gina Lollobrigida, Jean-Claude Pascal e Arletty.